# 特定医療法人
特定医療法人（とくていいりょうほうじん）とは、財団又は持分の定めのない社団の医療法人であって、その事業及び医療施設が医療の普及と向上、社会福祉への貢献その他公益の増進に著しく寄与し、かつ公的に運営されていることで国税庁長官の承認を受けた医療法人である。

## 概要
医療法人は、特定医療法人の申請時及び承認後の各事業年度において、厚生労働大臣が財務大臣と協議して定める基準を満たすものである旨の厚生労働大臣の当該各事業年度に係る証明書の交付を受けなければならない（租税特別措置法施行令第39条の25第1項第1号、平成15年厚生労働省告示第147号）

## 特定医療法人の主な要件
- 40床以上の病院または15床以上の救急告示診療所であること等
- 社会保険診療などに関わる収入金額が全収入の80％超であること
- 自費患者は社会保険診療と同一の基準により計算すること
- 医療収入の金額は直接経費の1.5倍の範囲であること
- 差額ベッド比率30％以下
- 役員の同族割合が3分の1以下
- 役職員一人につき年間給与総額（俸給、給料、賃金、歳費及び賞与並びにこれらの性質を有する給与の総額をいう。）が3600万円以下であること
- 解散時の残余財産の帰属は、国・地方公共団体・財団たる医療法人又は社団たる医療法人で持分の定めがないものとしている

## 特定医療法人の税率・業務範囲
特定医療法人となった場合には、法人税において19％の軽減税率（通常は23.2％）が適用される。
特定医療法人は、病院等の本来業務及び介護事業などの附帯業務を行うことができるが（通常の医療法人と同一）、社会医療法人と異なり収益業務を行うことはできない。

## 特定医療法人数の推移
特定医療法人の法人数は、令和4年3月31日現在で331法人（社団271、財団50）である。多い順に兵庫県（20法人）、福岡県（18法人）、東京都・神奈川県・愛知県（17法人）となっており、鳥取を除く全都道府県に1つ以上存在している。特定医療法人数の推移を見ると、昭和45年の89法人から平成20年の412法人まで順調に増加していたが、平成20年以降の法人数は減少している。